# ГЕС Вруток
ГЕС Вруток — гідроелектростанція на північному заході Македонії, споруджена для використання водних ресурсів басейну верхньої Радики (притока Чорного Дрину). Станом на середину 2010-х років найпотужніша ГЕС країни.
Водосховище цієї дериваційної станції створене греблею Маврово на річці Мавровська Река (ліва притока Радики). Крім того, до сховища надходить вода із самої Радики: після штучної біфуркації частина стоку спрямовується до ГЕС Врбен (13 МВт), звідки відпрацьована вода потрапляє у Мавровське Озеро. Земляну греблю Маврово розпочали будівництвом у 1947-му та завершили у 1952 році. Її висота від основи 62 метри (від поверхні — 54 метри), довжина 210 метрів. На спорудження греблі пішло 0,8 млн м3 матеріалів, при цьому утворилось водосховище з об'ємом 357 млн м3.
Із Мавровського Озера дериваційний тунель довжиною 6 км веде на схід до долини верхнього Вардару, де розташований машинний зал ГЕС Вруток. Таким чином, при тому що Радика відноситься до басейну Адріатичного моря, завдяки створенню гідровузла Врбен — Маврово її вода потрапляє до Егейського моря через річну систему Вардару. Описана дериваційна схема забезпечує напір у 525 метрів, що зумовило вибір для станції турбін типу Пелтон. Розміщені у підземному машинному залі гідроагрегати ввели в експлуатацію кількома чергами — по одному у 1957 та 1958 роках і ще два у 1973-му. Їхня загальна потужність становила 150 МВт.
На початку 2000-х років ГЕС Вруток разом з кількома іншими станціями Македонії потрапила до програми реабілітації, завдяки якій її потужність зросла до 172 МВт. Річне вироблення електроенергії при цьому становить 350 млн кВт-год.
Видача продукції відбувається по ЛЕП, що працює під напругою 110 кВ.